# Выползово (Кадомский район)
Выползово — опустевшая деревня в Кадомском районе Рязанской области. Входит в Восходское сельское поселение.

## География
Находится в восточной части Рязанской области на расстоянии приблизительно 13 км на запад-северо-запад по прямой от районного центра поселка Кадом.

## История
В 1862 году здесь (тогда сельцо Темниковского уезда Тамбовской губернии) было учтено 19 дворов. В советское время работали колхозы «Победа» и «Красный восход». В 1997 году еще учитывалось 5 хозяйств.

## Население
| 1984 | 2010 | 2023 |
| ---- | ---- | ---- |
| 10   | ↘0   | →0   |

Численность населения: 174 человека (1862 год), 6 (1997), 2 в 2002 году (русские 100 %), 0 в 2010.